# Milk Me
Albums de The Beatnuts
The Originators
(2002) U.F.O. Files: Rare & Unreleased Joints
(2008)
Singles
1. Hot
Sortie : 29 juillet 2004
2. Find Us
Sortie : 17 août 2004
3. It's Nothing
Sortie : 7 décembre 2004

Milk Me est le sixième album studio des Beatnuts, sorti le 31 août 2004.
L'album s'est classé 21e au Top Independent Albums, 42e au Top R&B/Hip-Hop Albums et 196e au Billboard 200.

## Liste des titres
| No  | Titre                                               | Contient un (des) sample(s) de                                                       | Durée |
| --- | --------------------------------------------------- | ------------------------------------------------------------------------------------ | ----- |
| 1.  | Intro                                               | Se Acabo (Remix) des Beatnuts et Method Man Who's Comin' Wit Da Shit Na des Beatnuts | 0:38  |
| 2.  | Hot (featuring Greg Nice)                           | Sucker M.C.'s (Krush Groove 1) de Run–D.M.C.                                         | 3:24  |
| 3.  | Buggin (featuring Prince Whipper Whip)              | Sweet Sister Funk de Ramon Morris                                                    | 4:03  |
| 4.  | It's Nothing (featuring A.G. et Gab Goblin)         |                                                                                      | 3:34  |
| 5.  | Rock N Roll Interlude                               |                                                                                      | 0:25  |
| 6.  | Find Us (In the Back of the Club) (featuring Akon)  |                                                                                      | 3:14  |
| 7.  | U Nomsayin (featuring Freeway)                      |                                                                                      | 2:49  |
| 8.  | We Don't Give a Funk                                |                                                                                      | 2:41  |
| 9.  | Confused Rappers (featuring Rahzel)                 | The Foil de Dave Richmond                                                            | 4:04  |
| 10. | All Night (featuring Chris Chandler et Eileen Cruz) |                                                                                      | 3:29  |
| 11. | Madness                                             |                                                                                      | 3:20  |
| 12. | We Getting Paper (featuring Colion et Triple Seis)  | B Minor de Clydie King                                                               | 4:10  |
| 13. | Marching Band Interlude                             |                                                                                      | 0:43  |
| 14. | Uh Huh (featuring Gab Goblin et Tony Touch)         |                                                                                      | 3:34  |
| 15. | Down (featuring Milano)                             | I'll Run to Your Side de Sidney Joe Qualls                                           | 3:57  |
| 16. | Take Your Pants Off Interlude                       |                                                                                      | 0:19  |
| 17. | Freak Off (featuring Chris Chandler et G-Wise)      |                                                                                      | 3:07  |
| 18. | Milk Me Interlude                                   |                                                                                      | 4:37  |